# Cesare Candi
Cesare Candi (Bologna, 5 marzo 1869 – Genova, 29 settembre 1947) è stato un liutaio italiano.

## Biografia
Nato a Bologna il 5 marzo 1869 da Angelo Candi e Virginia Billi, Cesare Candi rimase orfano di padre nel 1884: a sostenere la famiglia, oltre alla madre, provvedeva il fratello maggiore Oreste Candi (Minerbio 1865 - Genova 1938) ed egli stesso con il suo primo impiego da apprendista presso la bottega di Raffaele Fiorini.
Nel 1888 decise di abbandonare la sua città natale per raggiungere il fratello Oreste da poco stabilitosi a Genova, trovando impiego nella piccola fabbrica artigianale di strumenti a plettro "Fratelli Barberis", situata in Salita Santa Caterina.

Dopo pochi anni, incoraggiato dall'allora liutaio decano genovese Eugenio Praga a mettersi in proprio, aprì bottega assieme al fratello in via dei Servi al numero 54; in questi anni la sua produzione è rivolta soprattutto a chitarre e mandolini, talvolta forniti di decorazioni in ebano e avorio.
Sposatosi nel 1896 con Rosa Castello, inizia a vendere i primi strumenti ad arco e trasferisce famiglia e bottega in Piazza Sarzano al civico 26: con l'inizio del nuovo secolo e con l'aumento della richiesta di strumenti apre bottega prima in Salita del Prione, quindi in via di Porta Soprana che sarà la sua sede definitiva.
Premiato alle esposizioni nel 1906 di Milano e Bologna nel 1907, Candi troverà riconoscimento internazionale al termine della Grande Guerra per mezzo di uno strumento finemente decorato, che susciterà unanime ammirazione in tutto l'ambiente liutario.

Con la scomparsa di Enrico Rocca, avvenuta nel 1915, Candi diventa il liutaio più in vista a Genova e di fatto gli succede nella conservazione del violino di Paganini, il famoso "Cannone" costruito da Giuseppe Guarneri del Gesù a Cremona nel 1743, conservato a Genova a Palazzo Doria-Tursi, di cui ne curerà il restauro nel 1937 in occasione delle celebrazioni di Antonio Stradivari a Cremona.
Cesare Candi muore a Genova il 29 settembre 1947.

## Critica
Lavoratore instancabile, Cesare Candi è stato uno dei più prolifici liutai del Novecento italiano: ai violini, alle viole, ai violoncelli si aggiunge una cospicua produzione di chitarre, mandolini, arpe, viole d'amore che testimoniano la sua abilità decorativa.
Talento precoce nell'intaglio e nell'intarsio, dotato di una eccellente abilità disegnativa, Cesare Candi realizzò autentici capolavori di decorazione, venati da una sensibilità vicina all'Art Nouveau.
Caposcuola della liuteria genovese novecentesca, ebbe tra i suoi allievi Paolo De Barbieri, Giuseppe Lecchi, e Lorenzo Bellafontana.